# Adrianna Nicole
Adrianna Nicole (San Francisco, Kalifornia, 1977. március 25. –) amerikai pornószínésznő.
2000-ben kezdett felnőtt filmekben szerepelni. "Hét" volt a felvett neve, majd "Petal Benson" 2002-ben. Elkezdett a kink.com oldalnak dolgozni. Amikor Simon Bensonnal külön mentek a Petal Benson nevet nem volt értelme használni és visszatért a "Hét" becenévhez. Amikor a vanilla filmes cégnek kezdett el dolgozni ismét az Adrianna Nicole nevet használta újra 2004 körül, amióta több mint 300 felnőtt filmben szerepelt. Már 2007-ben AVN-díjas lett, 2011-ig folyamatosan jelölték AVN-díjakra. Míg 2007-ben a legjobb csoportos szex jelenet miatt nyert AVN-díjat, addig 2011-ben leginkább felháborító kategóriában szerzett elismerést.

## Válogatott filmográfia
| - 2013 Gag Reflex (video) - 2013 Belladonna: No Warning 8 (video) - 2012 The Lost Tapes 2: P.O.V. Edition (video) - 2012 Filthy Cocksucking Auditions (video) - 2012 The Initiation of Anissa Kate (video) - 2011 Belladonna: No Warning 6 (video) | - 2010 Rough Sex 3: Adrianna's Dangerous Mind (video) - 2010 Belladonna: No Warning 5 (video) - 2010 Private X-treme 45: All Girl Fight Club (video) - 2010 Deep Anal Abyss 3 (video) - 2010 Belladonna: Fetish Fanatic 8 (video) - 2010 Big Ass Invasion (video) |